# نموذج فرط الشخصية
نموذج الشخصية المفرطة أو نموذج فرط الشخصية (بالإنجليزية: Hyperpersonal model) هو نموذج للتواصل بين الأشخاص يشير إلى أن الاتصال عبر الكمبيوتر (CMC) يمكن أن يصبح فوق شخصي لأنه "يتجاوز التفاعل [وجهًا لوجه]"، وبالتالي يوفر لمرسلي الرسائل مجموعة من مزايا التواصل مقارنة بالتفاعل التقليدي وجهًا لوجه. تفاعل الوجه (Face to Face). يوضح نموذج الشخصية المفرطة كيف يتواصل الأفراد بشكل فريد، بينما يمثلون أنفسهم للآخرين، وكيف يفسرهم الآخرون، وكيف تخلق التفاعلات دوامة متبادلة من تواصل تفاعل الوجه. بالمقارنة مع مواقف تفاعل الوجه العادية، يتمتع مرسل الرسائل الشخصية للغاية بقدرة أكبر على تطوير وتحرير العرض الذاتي بشكل استراتيجي، مما يتيح عرضًا انتقائيًا ومحسنًا لنفسه للآخرين.
يرجع الفضل إلى أستاذ الاتصالات جوزيف والثر في تطوير هذه النظرية في عام 1996، حيث قام بتجميع أبحاثه وأبحاث آخرين واسعة النطاق حول الاتصالات عبر الكمبيوتر.

## الشروط والمكونات الرئيسية

### شروط
يتناول نموذج الشخصية المفرطة ثلاثة أسئلة: 1) متى يكون التفاعل غير شخصي؛ 2) متى يكون التواصل بين الأشخاص عن طريق الكمبيوتر؛ و 3) متى يكون الاتصال عبر الكمبيوتر أمرًا مفرطًا في الشخصية؟ يعتبر التواصل الفائق الشخصية، وفقًا لوالتر، "مرغوبًا اجتماعيًا أكثر مما نميل إلى تجربته في التفاعل الموازي وجهًا لوجه". قد يؤدي الجمع بين سمات الوسائط والظواهر الاجتماعية والعمليات النفسية الاجتماعية إلى أن يصبح الاتصال عبر الكمبيوتر "مفرطًا في الشخصية"، أي يتجاوز التواصل وجهًا لوجه. يشير هذا المنظور إلى أن مستخدمي الاتصالات عبر الكمبيوتر قد يواجهون مستويات أعلى من الحميمية والوحدة والإعجاب داخل مجموعة أو ثنائي مقارنة بالمجموعات أو الثنائيات المماثلة التي تتفاعل وجهاً لوجه.

### المكونات الرئيسية

#### المرسلون
يشير هذا المكون إلى "العرض الذاتي الانتقائي". في الاتصالات عبر الكمبيوتر، يتمتع مرسلي الرسائل بفرصة أكبر لتحسين العرض التقديمي الخاص بهم. يقول فالتر: "كان [المشاركين في الاتصالات عبر الكمبيوتر] أكثر قدرة على التخطيط، وكانت لديهم فرصة متزايدة للرقابة الذاتية. ومع وجود المزيد من الوقت لبناء الرسائل وتقليل الضغط على التفاعل المستمر، ربما يكون المستخدمون قد انتهزوا الفرصة لتحقيق الوعي الذاتي الموضوعي". والتفكير واختيار ونقل الإشارات المفضلة." يستخدم مرسلو الرسائل عملية العرض الذاتي الانتقائي، والتي تشير إلى قدرة مستخدمي الاتصالات عبر الكمبيوتر على إدارة صورهم عبر الإنترنت. من الممكن القيام بالقدرة على فرض الرقابة الذاتية والتلاعب بالرسائل ضمن سياق الاتصال عبر الكمبيوتر إلى حد أكبر مما هو عليه الحال في التفاعلات وجهًا لوجه، بحيث يتمتع الأفراد بقدر أكبر من التحكم في الإشارات التي يتم إرسالها. يشير فالتر إلى أن الرسائل غير المتزامنة وإشارات الاتصال المنخفضة تساهم في العرض الانتقائي للذات. في الاتصالات عبر الكمبيوتر، قد يقوم المتصلون بتضخيم السمات المتعلقة بشركائهم في الاتصال. عندما يكون شركاء الاتصال منتشرين جغرافيًا، فمن المرجح أن يقدم الأفراد سمات إيجابية إذا كان بروز المجموعة مرتفعًا. ونتيجة لذلك، من المرجح أن يقوم الأعضاء بصفات التشابه التي تؤدي إلى زيادة الإعجاب بالشركاء. تُستخدم الإشارات اللغوية كجزء من تقييم شركاء الاتصال عند استخدام الاتصال عبر الكمبيوتر. يوفر العرض الذاتي الانتقائي وسيلة للأشخاص لإدارة صورتهم بطريقة لا يوفرها التفاعل وجهاً لوجه. تعتبر إشارات الاتصال المنخفضة والتواصل غير المتزامن المحتمل أمرًا شائعًا في الاتصالات عبر الكمبيوتر.
إشارات منخفضة: يقلل الاتصال عبر الكمبيوتر من الإشارات الموجودة في التفاعلات العادية وجهًا لوجه. في التواصل عبر الكمبيوتر، لا تعتمد الانطباعات الأولى على الجسد، بل تعتمد بدلاً من ذلك على المعلومات والشخصية. تكون انطباعات المرسلين أكثر مرونة من التفاعل الشخصي.
يستشهد فالثرز بدراسة أجراها تشيلكوت وديوين (1985) والتي تم فيها فحص ثلاثة تصورات شخصية (الجاذبية، وتشابه المواقف، والمصداقية) مقابل ثلاث وسائل اتصال غير متزامنة (وجهًا لوجه، وعقد المؤتمرات عبر الفيديو، والمؤتمرات الصوتية). قد يتوقع المرء أن ينتج برنامج "وجهًا لوجه" تقييمات أعلى لخصائص التعامل مع الآخرين، ولكن العكس كان صحيحًا: فقد أنتج شركاء المؤتمرات الصوتية تقييمات أعلى لجاذبية شركائهم، وتشابه المواقف، والمصداقية مقارنةً بمؤتمرات الفيديو أو التفاعل وجهًا لوجه.

#### المستقبلون
يشير هذا المكون إلى "المثالية". يقول فالتر أن المستلمين لديهم "تصور مثالي" لمرسل الرسالة في الاتصالات عبر الكمبيوتر. ويقول إن نموذج الهوية الاجتماعية لتأثيرات إلغاء التفرد يتنبأ بأن إشارات السياق الدقيقة لها قيمة قوية في التواصل عبر الكمبيوتر. يؤدي غياب الإشارات وجهًا لوجه إلى حقيقة أن المستلمين قد يكونون حساسين جدًا لأي إشارات اجتماعية أو شخصية خفية تحدث في اتصالات الاتصال عبر الكمبيوتر. وبهذه الطريقة، يبني شركاء الاتصال عبر الكمبيوتر انطباعات عن بعضهم البعض باستخدام الحد الأدنى من الإشارات. مع وجود عدد أقل من الإشارات التي يبنون عليها تصوراتهم، يتعين على المتلقين "ملء الفجوات" في فهمهم للمتفاعل الآخر وغالباً ما يفترضون خصائص أكثر إيجابية لهم. بمعنى آخر، بدون وجود إشارات وجهًا لوجه للتوسط في التفاعل، قد يفترض المشاركون أن شريكهم "شخص أفضل" مما هم عليه بالفعل.

#### قناة غير متزامنة
نظرًا لأن الاتصال عبر الكمبيوتر لا يتطلب الحضور المشترك بالطريقة التي يتطلبها الاتصال وجهًا لوجه، فيمكن للأعضاء المشاركة في الأنشطة التي تناسبهم، مع الاستفادة من قنوات الاتصال غير المقيدة. يستشهد فالتر بتخفيف القيود الزمنية في الاتصالات عبر الكمبيوتر، مما يسمح غالبًا بوضع اتصال غير متزامن. على سبيل المثال، مع التواصل الجماعي، "... يصبح تقديم الالتزامات الزمنية أمرًا تقديريًا. ويجوز لأعضاء المجموعة حضور عملية المجموعة بشكل مستقل في الوقت المناسب. وعندما يتمكن الشركاء من حضور مجموعاتهم في الوقت الذي يناسبهم، يتم فرض قيود على مقدار الوقت المتبادل المتاح للشركاء الاجتماعات أقل إشكالية."
تمنح القنوات المنعزلة - وهي في أغلب الأحيان اتصالات غير متزامنة، عبر البريد الإلكتروني أو المنتديات - للأفراد طريقة لإدارة علاقاتهم داخل المجموعات بشكل أكثر كفاءة من التواصل وجهًا لوجه. باستخدام الاتصال غير المتزامن، مثل البريد الإلكتروني، يستطيع الأفراد إدارة علاقات المجموعة بطريقة تزيد من الوقت الذي يقضيه في مهام المجموعة. من خلال عملية الدمج، يقوم الأشخاص بمزامنة أنشطتهم لتلبية متطلبات احتياجات المجموعة، والتي تكون مقيدة بوقت واهتمام كل فرد. قد يخفف الاتصال غير المتزامن من المؤثرات المرتبطة بالتفاعل الجماعي. وفقًا لوالتر، قد لا يكون التفاعل الجماعي غير المتزامن مقيدًا بالوقت و/أو الالتزامات المتنافسة. يمكن لأعضاء المجموعة الذين يستخدمون الاتصال غير المتزامن تكريس اهتمامهم الكامل للمجموعة عندما تتاح لهم الفرصة. يمكن إيلاء اهتمام أكبر للتركيز على المهام المتعلقة بالمجموعة بدلاً من إنفاق الوقت والجهد على التواصل الذي لا علاقة له بالهدف.
وفقا لفالتر، فإن الاتصالات عبر الكمبيوتر تزيل القيود الزمنية، وبالتالي تحرر قيود الوقت. "يمكن إجراء كل من التبادلات الموجهة نحو المهام والموجهة اجتماعيًا دون تقييد أحدهما للوقت المتاح للآخر.

#### عمليات ردود الفعل
يرى فالتر أن التأكيد السلوكي - "التأثير المتبادل الذي يمارسه الشركاء" في أدوار المرسل والمستقبل - يتم تضخيمه في الحد الأدنى من التفاعل مثل الاتصال عبر الكمبيوتر. بمعنى آخر، في اتصالات الاتصالات عبر الكمبيوتر، نتصرف بناءً على توقعات الآخر، ويتم إرسال البيانات الاجتماعية التي تحدث في عملية الاتصال بشكل انتقائي وإدراكها من قبل المتصلين. تعد التغذية الراجعة بين المرسل والمتلقي جزءًا مهمًا من تفاعل الاتصال لتطوير العلاقات إما وجهاً لوجه أو علاقات الاتصال بوساطة الكمبيوتر. ومع ذلك، قد يتم تضخيم ردود الفعل في بيئة الحد الأدنى من الإشارات. التأكيد السلوكي هو عملية قيام شركاء التواصل بتطوير الانطباعات والحميمية نتيجة للتفاعل. في التواصل عبر الكمبيوتر، يمكن أن يصبح التأكيد السلوكي جنبًا إلى جنب مع التكبير مثاليًا، مما يؤدي إلى قيام شركاء الاتصال عبر الكمبيوتر بتطوير تقارب أكبر لشركاء الاتصال عبر الكمبيوتر مما قد يتطور في سياق وجهًا لوجه. هذا النوع من تفاعل الاتصالات عبر الكمبيوتر يعزز تطوير حلقة التكثيف، موضحًا العلاقات الشخصية المفرطة التي تتطور في بيئة محدودة الإشارات.
باعتباره العنصر الأخير في نموذج الشخصية الفائقة، يتم تصوره على أنه تفاعل متبادل مع الآخرين يعزز أداء الفرد عبر الإنترنت من خلال الجمع بين إمكانات تحويل الهوية المضمنة في المكونات النظرية الأخرى.

## أسس النموذج

### الاتصالات بوساطة الكمبيوتر مقابل وجها لوجه
في التواصل وجهًا لوجه، يتم عرض السمات الجسدية مثل المظهر وتعبيرات الوجه والإيماءات والوضعيات للآخرين، مما يمكن أن يساعد في نقل المعلومات غير اللفظية للمساعدة في التواصل. يتشكل التواصل وجهاً لوجه بشكل طبيعي في الجوانب العاطفية والمعرفية والجسدية. تلك اللغات غير اللفظية هي الإشارات التي تفتقر إليها الاتصالات عبر الكمبيوتر.
يجادل البعض بأن الافتقار إلى الإشارات غير اللفظية في التواصل عبر الكمبيوتر قد يقلل من قدرة الفرد على تعزيز وإدارة الانطباع الدقيق لدى الآخرين. بالإضافة إلى ذلك، يؤدي الافتقار إلى الإشارات غير اللفظية إلى حقيقة أن الاتصال عبر الكمبيوتر يتضمن عناصر عاطفية أقل من التواصل وجهاً لوجه، مما يساهم في تقليل الثراء والإشارات الشخصية والتعبيرية التي قد توفر انطباعًا أكثر إيجابية.
بينما يحمل البعض الآخر آراء معاكسة. اقترح فالتر في بحثه عام 1996 أن التواصل عبر الكمبيوتر يمكنه في الواقع تحسين الروابط الشخصية بين المرسلين والمستقبلين بسبب عدم وجود إشارات غير لفظية ورسائل ديموغرافية. جادل فالتر بأن الإشارات غير اللفظية والديموغرافية التي تحدث في التواصل وجهًا لوجه تلعب دورًا مشتتًا للانتباه؛ بينما في اتصالات الاتصالات عبر الكمبيوتر، يتم إنشاء تفاعل فائق الشخصية حيث يولي المرسلون مزيدًا من الاهتمام لاستراتيجية إيصال الرسالة بحيث يتم تعزيز العرض الذاتي وتحسينه، مما يؤدي في النهاية إلى تحسين التفاعل بين الأشخاص.

### معالجة المعلومات الاجتماعية
طور فالتر نهجًا بديلاً لنهج تصفية الإشارات. من وجهة نظر معالجة المعلومات الاجتماعية، يقول فالتر أن الناس يريدون بطبيعة الحال تطوير العلاقات الاجتماعية. من خلال معالجة المعلومات الاجتماعية، تم طرح فكرة معدل تبادل المعلومات الاجتماعية. بالإضافة إلى ذلك، تبحث معالجة المعلومات الاجتماعية في الاستراتيجيات اللفظية المستخدمة في التواصل عبر الوساطة. يستخدم الأفراد اللغة بشكل استراتيجي لنقل عدد لا يحصى من المعلومات حول المرسل، مما يمكن المتلقي من تكوين سمات حول المرسل. ومع ذلك، إذا كان الاتصال عبر الكمبيوتر غير شخصي حقًا، فلماذا يتبنى الكثير من الأشخاص الاتصال عبر الكمبيوتر لأغراض اجتماعية، مثل الألعاب عبر الإنترنت ولوحات النشرات ومجموعات الدردشة عبر الإنترنت؟ قدم فالتر نموذجًا مختلفًا لشرح الاتجاه المتزايد نحو استخدام الاتصالات عبر الكمبيوتر للتفاعل الاجتماعي. عندما يتم دمج سمات وسائل الإعلام والظواهر الاجتماعية والعمليات النفسية الاجتماعية، فإن النتيجة هي ما أسماه فالتر "الشخصية المفرطة".

## تطوير النموذج

### ثلاث مراحل من الاتصالات بوساطة الكمبيوتر: غير شخصي، بين الأشخاص، مفرط الشخصية
وفقًا لبحث والثر (1996)، مرت دراسة الاتصالات عبر الكمبيوتر بثلاث مراحل: من غير شخصي، إلى شخصي، وأخيرًا إلى شخصي للغاية. أولاً، نظرًا لأن التواصل عبر الكمبيوتر يقلل من إشارات الاتصال غير اللفظية، فقد جادل البعض بأن الاتصال عبر الكمبيوتر كان أكثر توجهاً نحو المهام من التواصل وجهاً لوجه. الأسباب هي:
1. ولن يتم تشتيت التركيز على محتوى الاتصال من خلال التأثيرات الاجتماعية أو العاطفية، بحيث يمكن للاتصالات عبر الكمبيوتر "تعزيز العقلانية من خلال توفير الانضباط الأساسي".
2. يعد الاتصال عبر الكمبيوتر مفيدًا أيضًا في اتخاذ القرارات الجماعية لأنه يتجنب تأثير ضغط الأقران والمكانة.[1]
3. يمكن للتواصل عبر الكمبيوتر أن يسهل كفاءة العمل الجماعي لأنه يوفر الوقت عندما ينخفض التأثير غير ذي الصلة بين الأشخاص.
4. يمكن لأعضاء المجموعة الاستمتاع بجو "ديمقراطي" أكثر في الاتصالات عبر الكمبيوتر مقارنة بأجواء الاتصال وجهًا لوجه. بالإضافة إلى ذلك، فإن عدم الكشف عن هويته، والذي يمكن أن يؤدي إلى مزيد من الحرية للأعضاء في التحدث دون الشعور بالضغط من الأعضاء ذوي المكانة العالية، هو أحد أهم سمات التواصل عبر الكمبيوتر.[1]

أشارت الأبحاث المبكرة لمجموعات الاتصال عبر الكمبيوتر إلى أن مجموعات الاتصال عبر الكمبيوتر كانت أفضل للتفاعلات الموجهة نحو المهام من نظيراتها وجهاً لوجه. في المواقف الموجهة نحو المهام، حيث لا يكون التفاعل الشخصي المفرط بين الأشخاص مرغوبًا فيه، فإن التفاعل غير الشخصي هو النوع المناسب من التفاعل، لأن تبادلات الاتصال تركز بشكل أكبر على مهمة المجموعة. على سبيل المثال، قد يكون فريق التكنولوجيا المتوزع جغرافيًا والمكلف بحل خطأ في تطبيق برمجي أكثر إنتاجية عندما يكون الاتصال مركزًا على المهام وليس على التعامل مع الآخرين بطبيعته. هذا لا يعني أن جميع الاتصالات التي تتم عبر الكمبيوتر هي غير شخصية، لكنه يشير إلى أن سياقات محددة قد تكون أكثر ملاءمة للتفاعل غير الشخصي بدلاً من التبادلات الشخصية.
بعد ذلك، ذكر فالتر أن الاتصال عبر الكمبيوتر ليس دائمًا غير شخصي؛ وبدلاً من ذلك، يمكنه أيضًا تطوير العلاقات الاجتماعية. على الرغم من أن تبادل المعلومات الاجتماعية أقل في الاتصالات عبر الكمبيوتر بسبب غياب الإشارات غير اللفظية، ومع زيادة وقت الاتصال، فإن تبادل المعلومات الاجتماعية يتزايد وفقًا لذلك. وتوقع الاتصالات المستقبلية قد يجعل المتصلين يبحثون عن مزيد من المعلومات حول الآخر. تؤدي هذه الآلية إلى سرعة وتشابه ورباطة جأش وتقبل مماثلة كما هو الحال في التواصل وجهًا لوجه. ومع ذلك، هناك عيب. نظرًا لأن التواصل عبر الكمبيوتر يستغرق وقتًا للوصول إلى الإجماع، إذا كان وقت الاتصال عبر الكمبيوتر محدودًا، فإن المعلومات المتبادلة ستكون أقل بكثير من تبادلها وجهًا لوجه، مما قد يؤثر على كفاءة العمل الجماعي.
أخيرًا، طرح فالتر مفهوم التواصل الفائق الشخصية، والذي يوضح أن "الاتصال عبر الكمبيوتر مرغوب اجتماعيًا أكثر مما نميل إلى تجربته في التفاعل الموازي وجهًا لوجه". يقترح فالتر أن مستخدمي الاتصالات عبر الكمبيوتر يشاركون في الاتصالات الشخصية الفائقة. ينخرط المرسلون والمستقبلون في عملية العرض الانتقائي للذات من خلال الرسالة التي يقومون بإنشائها وإرسالها. يمكن أن يؤدي هذا إلى جعل المرسل مثاليًا من قبل المتلقي بناءً على الإسناد من الإشارات شبه اللغوية المتوفرة في الرسالة. يتم تعزيز هذه العملية من خلال التبادلات غير المتزامنة، مما يتيح لكل من المرسل والمتلقي متسعًا من الوقت للنظر في الرسائل المرسلة والمستلمة. قد يكون التفاعل الشخصي المفرط مفرطًا أو أعلى من التفاعل الشخصي العادي. بمعنى آخر، يمكن أن تتطور العلاقات عبر الإنترنت إلى علاقات شخصية مفرطة في الشخصية. عندما يختبر المستخدمون قواسم مشتركة ويكونون مدركين لذواتهم، ومنفصلين جسديًا، ويتواصلون عبر قناة إشارات محدودة، يمكنهم تقديم أنفسهم بشكل انتقائي وتحرير اتصالاتهم، مما يمكنهم من إنشاء تمثيلات متبادلة لشركائهم وعلاقاتهم دون تدخل البيئة. الواقع. ومن ثم، يمكن تعريف التواصل الفائق الشخصية على أنه تفاعل عبر الكمبيوتر يكون أكثر جاذبية من التجارب في عمليات التبادل المماثلة بين الأشخاص والأشخاص. يمكن فهم نموذج الشخصية المفرطة من خلال النظر في عمليات الاتصال القائمة التي تشمل المرسل والمستقبل والقناة والتغذية الراجعة. يستخدم المرسل عملية العرض الذاتي الانتقائي؛ يشير هذا إلى قدرة مستخدمي الاتصالات عبر الكمبيوتر على إدارة صورتهم عبر الإنترنت. من الممكن القيام بالقدرة على الرقابة الذاتية والتلاعب بالرسائل ضمن سياق الاتصال عبر الكمبيوتر إلى حد أكبر مما هو عليه الحال في التفاعلات وجهًا لوجه، لذلك يتمتع الأفراد بقدر أكبر من التحكم في الإشارات التي يتم إرسالها.
وقد قدم هذه الحجة في أربعة جوانب من عملية الاتصال: المستقبلون، والمرسلون، وخصائص القناة، وعمليات التغذية الراجعة.

### العلاقة بين نموذج الشخصية المفرطة والاتصال بوساطة الكمبيوتر
هناك نتائج تظهر أنه في ظل التواصل عبر الكمبيوتر، زادت العلاقة الحميمة بشكل أسرع من العلاقة وجهاً لوجه. أحد المنطق وراء هذه النتيجة هو أن نموذج الشخصية المفرطة يحدد الطبيعة المتضخمة للتغذية الراجعة في الاتصالات عبر الكمبيوتر. تتمتع سلوكيات الاتصال عبر الإنترنت بإمكانية المبالغة في التأثير على التعبير عن الذات أو العروض التقديمية الذاتية وما يليها من استيعاب. تم تطوير الافتراض النظري للتغذية الراجعة الشخصية المتضخمة في التواصل عبر الكمبيوتر والمشار إليه في نموذج الشخصية المفرطة من قبل والثر من خلال هذا البحث. يمكن اعتبار نموذج الشخصية المفرطة بمثابة الإطار النظري للبحث حول العملية الاجتماعية المبالغ فيها في التواصل عبر الكمبيوتر بشكل رئيسي من وجهات النظر التالية: 1) العرض الانتقائي، 2) إدارة الانطباع، 3) إدارة الانطباع في الاتصال عبر الكمبيوتر، 4) المثالي التفسير، 5) حلقة ردود الفعل الشخصية، 6) تحول الهوية، و 7) تأثير ردود الفعل على تحول الهوية.

## أمثلة وتطبيق

### مقارنة العلاقة الحميمة بين التواصل عبر الكمبيوتر والوجه لوجه
- تُظهر دراسة هيان وتشوان وتريفور وديتنبر لعام 2006 دعمًا لنموذج الشخصية المفرطة. ووجدوا أن العلاقة الحميمة العلائقية زادت بمعدل أسرع في التواصل عبر الكمبيوتر مقارنة بالتفاعلات وجهاً لوجه.[7]
- تم تأكيد نظرية الشخصية المفرطة أيضًا في دراسة الارتباط بين الإفصاح والحميمية في التواصل عبر الكمبيوتر مقابل التواصل وجهًا لوجه. أثبتت الأبحاث أن التواصل عبر الكمبيوتر "كثف الارتباط بين الإفصاح والحميمية بالنسبة للتفاعلات وجهًا لوجه، وقد تم هذا التكثيف بشكل كامل من خلال زيادة سمات (العلاقة) بين الأشخاص التي لوحظت في حالة التواصل عبر الكمبيوتر".[8]
- استكشف والثر جيه بي أيضًا في دراسة تأثير التواصل عبر الكمبيوتر على التعاون الدولي وأكد كذلك على نظرية النموذج الشخصي المفرط. وأظهرت النتائج أن العلاقات تم تعزيزها بشكل أفضل في البيئات التي تستخدم الكمبيوتر مقارنة بالوساطات الأخرى.[9]
- يستخدم جيانغ وبازاروفا وهانكوك نموذج الشخصية المفرطة للإشارة إلى فهم العلاقات الشخصية الحميمة من خلال التواصل عبر الكمبيوتر. في دراستهم، أثبت الباحثون الثلاثة أن "بعض العلاقات عبر الإنترنت تميل إلى أن تكون أكثر حميمية من العلاقات وجهاً لوجه، وغالباً ما يتم تصنيف تفاعلات الاتصال عبر الكمبيوتر على أنها أكثر حميمية من نظيراتها وجهاً لوجه. أحد الأساليب لتفسير هذه الظاهرة هو فرط الشخصية النموذج، الذي يسلط الضوء على العمليات المعرفية والسلوكية وإمكانيات الاتصال عبر الكمبيوتر التي يمكن أن تساهم في زيادة العلاقة الحميمة عبر الإنترنت". لقد صوروا أن الناس يميلون إلى "تقديم أفضل ما لديهم" أثناء الانخراط في علاقات الاتصال عبر الكمبيوتر. ووجدوا أن التواصل عبر الكمبيوتر يسمح للشخص بتقديم نفسه بنفسه. أحد الأشياء التي درسوها خلال هذا البحث هو سياق المواعدة عبر الإنترنت. تتيح المواعدة عبر الإنترنت لأي شخص نشر صورة لنفسه اختارها وتجنب الصورة الأقل جاذبية له. اكتشفت جيانغ وبازاروفا وهانكوك أنه "فيما يتعلق بسلوك المرسل في الاتصالات عبر الكمبيوتر، يبدو أن الأشخاص أكثر راحة في الكشف عن المعلومات الشخصية في الاتصالات عبر الكمبيوتر مقارنة وجهاً لوجه". جيانغ، وآخرون. يجادل بأن هذا قد يؤدي إلى "علاقة شخصية أكثر إيجابية".[8]

### العلاقات عبر الإنترنت

#### الصداقات عبر الإنترنت
- في مقال بعنوان ""لم يسبق لي أن قمت بالنقر على هذا القدر مع أي شخص في حياتي": الثقة والتواصل الشخصي في الصداقات عبر الإنترنت"، استكشفت سامانثا هندرسون ومايكل جيلدينج (2004) تطور الثقة في التواصل الشخصي للغاية. وقد وجدوا أنه في التواصل الشخصي المفرط، 1) تعتمد الثقة عبر الإنترنت على سمعة الهويات المستعارة؛ 2) يعد أداء الاتصال عبر الإنترنت أمرًا ضروريًا لبناء الثقة عبر الإنترنت؛ 3) يمكن تسهيل التواصل الشخصي والثقة عبر الإنترنت من خلال الالتزام المسبق؛ 4) يمكن للعوامل الظرفية في المجتمعات الغربية أن تساعد في تعزيز الثقة النشطة في التواصل الشخصي.[10]

#### العلاقات الرومانسية عبر الإنترنت
- استخدم أندرسون وإيمرز-سومر نظرية الشخصية المفرطة لاختبار تنبئاتهم بالرضا عن العلاقة في العلاقات الرومانسية عبر الإنترنت. استنادًا إلى نظرية الشخصية المفرطة، فمن المحتمل أن يشعر مستخدمو الاتصالات عبر الكمبيوتر بمزيد من الرضا في العلاقة عبر الإنترنت حيث تم تعزيز الاتصال وهناك عدد أقل من الإشارات التي يمكن بناء العلاقة عليها.[11]
- في دراسة أخرى بعنوان "تنبؤات الرضا عن العلاقة في العلاقات الرومانسية عبر الإنترنت"، تم تأكيد نموذج الشخصية المفرطة من خلال التنبؤ بمعدل مرتفع من الرضا في العلاقات التي يتم تعزيزها عبر الإنترنت.[11]
- بحث آخر حول "تبديل الطريقة" بين المواعدة عبر الإنترنت وخارجها يوضح الدور الذي يلعبه نموذج الشخصية الفائقة في تقديم أدلة العرض الذاتي والكشف عن الذات في المواعدة عبر الإنترنت. فيما يتعلق بـالإفصاح عن الذات، في المواعدة عبر الإنترنت التي هي عبارة عن تواصل مفرط الشخصية، هناك عدم الكشف عن الهوية يمكن أن يؤدي إلى تسريع معدل الكشف عن الذات.[12] أما بالنسبة للعرض الذاتي، فإن البيانات عبر الإنترنت تصور نسخًا مثالية من الذات.[13][14]
- يستخدم غير اليهود نموذج الشخصية المفرطة لفحص الحفاظ على العلاقة، والرضا، والتواصل الحنون في العلاقات الرومانسية، إلى جانب نظرية التعلق.[15] يختلف هذا البحث عن الأبحاث التقليدية ولكنه يركز على العلاقات القائمة بالفعل. استنادًا إلى خلفية طلاب الجامعات الذين يستخدمون مواقع الشبكات الاجتماعية بشكل متزايد في الحفاظ على علاقاتهم الرومانسية، يستخدم هذا البحث نموذج الشخصية المفرطة ونظرية التعلق لفحص كيفية الحفاظ على رضاهم عن علاقتهم.[16]

### التطبيق في وسائل التواصل الاجتماعي
- في مقال بعنوان "الآثار المترتبة على كثرة استخدام وسائل التواصل الاجتماعي وعدم استخدامها: نهج إثنوغرافي تلقائي"، بحث آدم وايتسايد في الاختلاف في المواقف والآراء بين كثرة استخدام وسائل التواصل الاجتماعي وغير المستخدمين لها.[17]

#### الفيسبوك كمثال
- يؤكد وانغ وآخرون (2010) على "نموذج الشخصية المفرطة". أظهر المزيد من الذكور والإناث تفضيلهم لصور الملفات الشخصية الجذابة عندما يتعلق الأمر ببدء الصداقات. وبالتالي لعبت الإشارات غير اللفظية دورًا مهمًا في هذه الدراسة. وهكذا تم التأكيد مرة أخرى على العواطف في نظرية الاتصال الافتراضي من خلال هذه الدراسة أيضًا.[18]
- في دراستهم "مرآة مرآة على حائط الفيسبوك الخاص بي: آثار التعرض للفيسبوك على احترام الذات"، استخدم المؤلفان إيمي جونزاليس وجيفري تي هانكوك نموذج الشخصية المفرطة لدراسة ما إذا كان استخدام فيسبوك يعزز احترام الذات أم لا. أظهرت نتائج هذه الدراسة أن المشاركين أصبحوا مدركين لذواتهم بمجرد دخولهم إلى صفحات ملفاتهم الشخصية الفردية. بمجرد أن قام المشاركون بتحرير ملفهم الشخصي على الفيسبوك، أبلغوا عن مستويات عالية من احترام الذات. تشير هذه النتائج إلى أن التمثيل الذاتي الانتقائي في الوسائط الرقمية يؤدي إلى تكوين علاقات مكثفة. وبالتالي فإن المشاركة العالية في وسائل التواصل الاجتماعي تعزز بالتأكيد احترام الذات.[19]
- في دراسة شاملة لاستكشاف وسائل التواصل الاجتماعي مثل الفيسبوك، مع التركيز على تحول الهوية في الاتصالات عبر الكمبيوتر والقنوات الأخرى للنموذج.

### الأكاذيب على شبكة الإنترنت
- في كتابهما "الحقيقة والأكاذيب والثقة على الإنترنت"، يؤكد المؤلفان مونيكا ويلي وآدم جونسون أيضًا على نموذج الشخصية المفرطة. يتحدثون عن تكوين علاقات شخصية مفرطة يتم تشكيلها على الإنترنت بسبب القرب الشديد والتقارب. ويذهبون في هذا الكتاب خطوة أخرى إلى الأمام ويتحدثون عن قضايا الحقيقة والأكاذيب والثقة في هذه العلاقات. تتحدث العديد من القصص في الكتاب عن كيف أن إخفاء الهوية على الإنترنت يمكّن بشكل أساسي مستويات عالية من الكشف عن الذات في العلاقات والتي يمكن أن تؤدي بدورها إلى الخداع والإشعال.[20]
- في دراسة بعنوان "تصورات الجدارة بالثقة عبر الإنترنت: دور المعلومات المرئية والنصية"، أجرتها كاتالينا إل. توما، تبحث في دور المعلومات النصية المتاحة في الملف الشخصي مقابل الصور الموجودة في الملف الشخصي للفرد.[21] وكانت النتائج أن المعلومات النصية يتم استنباطها بشكل عام مزيد من الثقة بين متصفحات الملفات الشخصية وإضافة صورة تقللها.
- في دراسة أخرى بعنوان "الأكاذيب التي نقولها وما تقوله عنا: استخدام الخصائص السلوكية لشرح نشاط فيسبوك" تم تقسيم المشاركين في التواصل عبر الإنترنت إلى متصلين (واحد لواحد) ومذيعين (واحد للعديد). لقد تم تأكيد نموذج الشخصية المفرطة في مجموعة المتصلين الذين أبلغوا عن تماسك المجموعة العالي.[22]
- في بحث حول "فحص العرض الذاتي الخادع في ملفات تعريف المواعدة عبر الإنترنت"، تم فحص العلاقة بين العرض الذاتي عبر الإنترنت والخداع والعلاقات الرومانسية باستخدام تقنية التحقق المتبادل الجديدة. إنه يركز على الفصل بين الذات المقدمة عبر الإنترنت والذات المتجسدة، حيث أن التواصل عبر الكمبيوتر يخلق فرصًا للاتصالات الشخصية المفرطة للتضليل في ملف تعريف المواعدة عبر الإنترنت بين الجنسين.[23]

### التطبيق في العلاج الطبي
- ناقشت جانين واريس تورنر، وجان إيه جروبي، وجينيفر مايرز في عملهم، بعنوان "تطوير تطابق مثالي داخل مجتمعات الإنترنت: استكشاف مجتمعات دعم الاتصالات بوساطة الكمبيوتر والدعم التقليدي"، تطبيق نموذج الشخصية الفائقة في سياق معالجة السرطان. ووجدوا أن: 1) التواصل عبر الكمبيوتر يمكن أن يلعب دورًا مهمًا جدًا للمرضى في طلب الدعم، وهو ما أكد نموذج الشخصية المفرطة في سياق تواصل المرضى؛ 2) تجربة التواصل وجهاً لوجه مع الشريك ستعزز علاقة التواصل الشخصي؛ 3) قد تؤدي العلاقة العميقة وجهاً لوجه إلى طريقة غير مباشرة للتواصل حيث أن الشركاء يهتمون بالإساءة للآخرين على الرغم من أنهم ما زالوا يرغبون في تقديم الدعم، في حين أن الاتصال عبر الكمبيوتر يكون أكثر قدرة على التركيز على هدف محدد.[24]
- في عام 2003، نشر جيمس د. روبنسون وجانين تورنر بحثًا بعنوان "الدعم الاجتماعي غير الشخصي، والشخصي، والمفرط الشخصية: السرطان وكبار السن". ركزت هذه الدراسة على الدعم الاجتماعي والتواصل الداعم لكبار السن المصابين بالسرطان. إنهم يستكشفون هذه الحقيقة من منظور المطابقة الأمثل الذي طرحه كوترونا ورسل (1990)، والذي يوضح أن "التفاعلات الداعمة اجتماعيًا الناجحة ... تحدث عندما يكون نوع الدعم الذي يرغب فيه الفرد من نفس نوع جهود الدعم الاجتماعي من المزود."[25] في هذه المقالة، استشهد المؤلفون بالعديد من الدراسات السابقة للتأكد من أن التواصل الشخصي مفيد لكبار السن المصابين بمرض السرطان في طلب الدعم الاجتماعي.[25]

### التطبيق في أنشطة المجموعة / المجتمع
- يفترض نموذج الشخصية المفرطة أنه في غياب الإشارات المتوفرة في اللقاءات وجهًا لوجه، يشكل الشركاء الموزعون انطباعات مبالغ فيها عن أعضاء المجموعة الآخرين. نظر بينا ووالتر وهانكوك (2007) في تصورات الهيمنة في المجموعات الافتراضية المجمعة مقابل المجموعات الموزعة.[26] تشير النتائج إلى أن المجموعات المجمعة اعتبرت هيمنة الأعضاء أقل تطرفًا مما كانت عليه في المجموعات الموزعة. ولكن يبدو أنه لا يوجد اختلاف في الطريقة التي تم بها تجميع أعضاء المجموعة وتوزيع الهيمنة المتصورة لأعضاء المجموعة. وهذا يدعم التأكيد على أن بيئات الاتصال التي تعتمد على الكمبيوتر تعمل على تكثيف تطور الانطباع، كما يقترح عنصر النماذج الشخصية المفرطة في العرض الذاتي الانتقائي.
- وجدت إحدى الدراسات التي تبحث في السلوكيات المتصورة للقادة المعينين مقابل القادة الناشئين في مجموعات الاتصال بوساطة الكمبيوتر أن "تجسيد الصور النمطية السلوكية من خلال الاتصال الشخصي المفرط عبر الكمبيوتر يسمح للقادة الناشئين بتطوير قدر أكبر من الاعتراف".[27] كان السؤال الذي طرحه هؤلاء المؤلفون هو ما هي الظروف التي يمكن أن يظهر فيها القائد في سياق الاتصال عبر الكمبيوتر، بوجود قائد مجموعة معين أو قائد مجموعة غير معين. وتكهنوا بأن القادة يظهرون في مجموعات الاتصال عبر الكمبيوتر، كما يقترح نموذج الشخصية الفائقة، من خلال تطوير السلوكيات عبر الإنترنت.[27] وجد ويكهام ووالتر أنه في مجموعات الاتصال عبر الكمبيوتر، هناك إجماع أكبر بين أعضاء المجموعة حول قائد المجموعة عندما يخرج القائد من المجموعة ويعارض تعيين القادة في المجموعة.[27] ضمن مجموعات القادة المعينة، لم يتم تصنيف القادة على أنهم أكثر ذكاءً من أعضاء المجموعة الآخرين. في المقابل، في مجموعات القادة غير المعينين، كان هناك ارتباط قوي بين الذكاء المتصور وظهور القائد.
- وفي دراسة أخرى أجرتها أنيتا ل. بلانشارد بعنوان "اختبار الإحساس بنموذج المجتمع" تتحدث عن كون بروز المجموعة أعلى في المجتمع الافتراضي، وبالتالي إعادة التأكيد على افتراضات نموذج الشخصية الفائقة.[28]

### القلق الاجتماعي
- يستكشف أندرو سي. هاي وسكوت إي. كابلان (2008) تطبيق نموذج الشخصية المفرطة في سياق التخفيف من القلق الاجتماعي الناجم عن "الرغبة في خلق انطباع إيجابي في البيئات الاجتماعية إلى جانب الافتقار العام إلى الثقة في العرض الذاتي".[29] أشارت النتيجة إلى أن الارتباط بين القلق الاجتماعي وإدراك الناس للقلق الاجتماعي وارتباط القلق الاجتماعي ورضا الشريك في المحادثة يتوقفان على التواصل عبر الكمبيوتر.[29]

### التطبيق في أدوات الاتصال التقليدية
- في دراسة أجريت عام 2006 حول مدى تهذيب الطلبات المقدمة عبر البريد الإلكتروني والبريد الصوتي، قرر كيرك دوثلر أن رسائل البريد الإلكتروني تم تصنيفها على أنها أكثر تهذيبًا لأن المستخدمين لديهم المزيد من الوقت لكتابة طلباتهم مقارنة بمستخدم البريد الصوتي. تدعم دراسة دوثلر نظرية الشخصية المفرطة. قال: "إن تصفية الإشارات غير اللفظية تفيد القائمين على التواصل. حيث يتم تمكين المتصلين استراتيجيًا من التعامل مع هويتهم، وتوقيت نقل رسائلهم، وتخطيط اتصالاتهم وتنظيمها وتحريرها سعيًا لتحقيق أهداف علائقية. مثل هذه السيطرة الإستراتيجية في الكمبيوتر بوساطة التواصل يمكن أن يسهل التفاوض وتطوير العلاقات والمهام الاجتماعية."[30]
- في أطروحته "الرسائل النصية: المكان الجديد للكشف عن الذات" في عام 2010، درس ستيفن برونر بدقة الرسائل النصية كأداة لتعزيز العلاقات، من منظور نظرية الشخصية المفرطة، ونظرية الاختراق الاجتماعي، وغيرها.[31]

### التسويق
لقد انتقل مسار تطور التسويق "من الكبير والواسع إلى الصغير والشخصي للغاية". التفاعل بين العملاء والعمليات التجارية في محادثة على المستوى الجزئي من خلال تجربة شديدة التخصيص.

## انتقاد
يقوم كل من جويس لاميركس وهيدويغ إف إم تي مولدر من قسم علوم الاتصال في جامعة ومركز أبحاث فاجينينجن بتقييم الطرق التي تم بها تصور الاتصالات عبر الكمبيوتر حتى الآن، ويقترحان نهجًا بديلاً. وهم يجادلون بأن وجهات النظر التقليدية تتجاهل فهم المشاركين اليومي لاستخدام وسائل الإعلام وخصائص وسائل الإعلام من خلال الاعتماد على إطار فردي ومعرفي. يتجاهل نموذج الهوية الاجتماعية لنموذج تأثيرات إلغاء التفرد تمامًا بناء الهوية في أنشطة الاتصال اليومية مثل التحدث والرسائل النصية والبريد الإلكتروني. ومن أجل فهم ذلك، حاولوا إعادة دراسة التفاعل عبر الإنترنت ودرسوا على وجه التحديد منتدى عبر الإنترنت حول الاكتئاب. لقد تبين أن هويات المشاركين لا تعكس عوالمهم الداخلية بقدر ما هي ممارسات خطابية في حد ذاتها.

## نظريات ذات صلة

### نظرية ثراء وسائل الإعلام لـدافت ولينجيل
بدأت نظرية دافت ولينجل لثراء وسائل الإعلام لأول مرة في إعداد المنظمات لتقييم القنوات الإعلامية داخلها. تصف النظرية وجود مجموعة من قنوات الاتصال التنظيمية ذات الأهداف التي تمكن الباحثين من تحديد سعة المعلومات الغنية. وفقًا لدافت ولينجيل، فإنهما يعتقدان أن قنوات الاتصال مثل البريد الإلكتروني والهاتف تتراجع عن القدرات اللازمة لنقل الرسائل التي تستخدم معلومات غنية.

### طبيعة وسائل الإعلام ونظرية توسيع القناة لكوك
نيد كوك هو باحث في نظرية طبيعية وسائل الإعلام ونظرية توسيع القناة. في عام 2004، جادل كوك في الأصل بأن البشر غير مجهزين للتعامل مع الاتصالات عبر الكمبيوتر عند مقارنتهم بأشكال الاتصال "الأكثر ثراءً" مثل التفاعلات وجهاً لوجه. وقد علل ذلك بالقول إن الناس تطوروا في التواصل وجهاً لوجه ولم يكن لديهم الوقت الكافي للتطور ليصبحوا على نفس القدر من الكفاءة في التواصل عبر الكمبيوتر. تتحدى نظرية توسيع القناة وجهة نظر كوك حول التغيرات التطورية. توضح نظرية توسيع القناة كيف يكون الشخص قادرًا على تطوير تصورات معينة لقناة إعلامية جديدة. في المقابل، في عام 2011، أعاد كوك النظر في مسألة طبيعية الوسائط في ضوء نظرية توسيع القناة، وبدوره، قال إن طبيعة الوسائط ونظرية توسيع القناة يمكن أن يتعايشا. يخلص كوك أخيرًا إلى أن تفاعلات الاتصال عبر الكمبيوتر يمكن أن تحقق "تأثيرات إيجابية" عند مقارنتها بتفاعل مكافئ وجهًا لوجه، في حالة التعلم عن بعد.

### نموذج الهوية الاجتماعية لنموذج آثار التفرد
نموذج الهوية الاجتماعية لنموذج تأثيرات إزالة التفرد هو تطور حديث لنظرية إزالة التفرد، ويشير إلى نموذج الهوية الاجتماعية/إزالة التفرد. ويوضح أن زيادة خاصية هوية المجموعة، بدلاً من فقدان الهوية الفردية، هو ما يؤدي إلى حدوث تغييرات لمستخدمي الاتصالات عبر الكمبيوتر. يتنبأ نموذج الهوية الاجتماعية لتأثيرات إلغاء التفرد بأنه في الاتصالات عبر الكمبيوتر، يتضاءل الإحساس بالذات، بينما يزداد الإحساس بالمجموعة. يتميز نموذج الهوية الاجتماعية لنموذج تأثيرات إزالة التفرد عن نظرية إزالة التفرد الكلاسيكية التي ركزت على الإحساس بالذات بدلاً من الإحساس بهوية المجموعة.

### إدارة الانطباع
في العمل الذي يحمل عنوان "عرض الذات في الحياة اليومية" (1959)، أوضح جوفمان أنه في تواصل الوجه لوجه، يستخدم الأشخاص اللغات اللفظية وغير اللفظية لتقديم الطعام بشكل مناسب وإيجابي للآخرين لأنهم يهتمون بالصورة أو الانطباع الذي يتركونه للآخرين ويهتمون بالصورة أو الانطباع الذي يتركونه للآخرين. تصور الآخرين تجاههم. وتسمى هذه الظاهرة إدارة الانطباع. بينما في الاتصالات الحاسوبية القائمة على النصوص، يقتصر تعديل الصورة على "المعلومات اللغوية والمطبعية والزمنية".

### عدم التفرد
عدم التفرد هي نظرية في علم النفس الاجتماعي يُعتقد عمومًا أنها فقدان الوعي الذاتي في المجموعات، على الرغم من أن هذا موضوع خلاف.

### التواصل بين الأشخاص
التواصل بين الأشخاص هو عملية تبادل المعلومات بين شخصين أو أكثر. يساهم هذا البحث عمومًا في ست فئات من الاستفسارات: 1) كيف يتكيف البشر مع تواصلهم اللفظي وتواصلهم غير اللفظي أثناء التواصل وجهًا لوجه، 2) عمليات إنتاج الرسائل. 3) كيف يؤثر عدم اليقين على سلوكنا واستراتيجيات إدارة المعلومات، 4) التواصل الخادع، 5) الجدلية العلائقية، و6) التفاعل الاجتماعي الذي تتم بوساطة التكنولوجيا.

### نظرية ثراء وسائل الإعلام
نظرية ثراء الوسائط، والتي يشار إليها أحيانًا باسم نظرية ثراء المعلومات، تم تقديمها بواسطة ريتشارد إل. دافت وروبرت إتش. لينجل في عام 1986 كامتداد لنظرية معالجة المعلومات. إنه إطار يهدف إلى وصف قدرة وسيلة الاتصال على إعادة إنتاج المعلومات المرسلة عبرها.

### التواصل غير اللفظي
التواصل غير اللفظي هو عملية اتصال لإرسال واستقبال المعلومات في شكل إشارات بدون كلمات.

### نظرية المداراة
تشرح نظرية المداراة معالجة الإهانات من خلال أفعال تهديد الوجه على "وجه" الشخص. تم إنشاء مفهوم الوجه هذا في الأصل من اللغة الصينية ثم إلى اللغة الإنجليزية في القرن التاسع عشر.

### نظرية معالجة المعلومات الاجتماعية
نظرية معالجة المعلومات الاجتماعية هي نظرية التواصل بين الأشخاص والدراسات الإعلامية التي طورها جوزيف فالتر في عام 1992.